# Церковь Святого Якоба (Гамбург)
Церковь Святого Якоба в Гамбурге (Санкт-Якоби, нем. Hauptkirche Sankt Jacobi Hamburg, «главная церковь Святого Якова») — протестантская церковь в районе Альтштадт (Митте) города Гамбург, на улице Штайнштрассе; входит в список пяти «главных» городских храмов; стоит на месте часовни, построенной на Пути Святого Иакова, и впервые упоминается в документах за 1255 год. Современное здание было возведено в XIV веке и существенно пострадало в годы Второй мировой войны; является памятником архитектуры.

## История и описание
Упоминаемая в 1255 году церковь Святого Якоба первоначально представляла из себя часовню для путешествующих купцов и паломников, прежде всего, для пилигримов, путешествующих по Пути Святого Иакова в Сантьяго-де-Компостелу к мощам апостола Иакова. В 1260 году, после расширения городских стен, церковь была включена в городскую черту Гамбурга. Между 1350 и 1400 годами здание было перестроено в готическом стиле в трёхпролетную церковь, а к 1508 году на южной стороне был добавлен четвёртый неф. В 1580-е годы началось строительство башни. Её спроектировал архитектор из Гронингена. Дальнейшие перестройки здания произошли в середине XVIII века. Для придания устойчивости укрепили её фундамент.
В 1769 году по предложению Иоганна Альберта Генриха Реймара на башне церкви Святого Якоба был установлен первый в Германии громоотвод. В 1810 году верхняя часть башни была разобрана. Лишь в 1826/1827 году собрали необходимые средства на ремонт. После его окончания башня приобрела новый вид и новое имя: гамбуржцы за острую форму башни прозвали её «карандаш». 18 июня 1944 года во время бомбардировки Гамбурга церковь загорелась и сильно пострадала: неф святого Якоба был разрушен до основания. Внутренние интерьеры (прежде всего орган Арпа Шнитгера) уцелели, так как были эвакуированы. К 1963 году церковь Святого Якоба была восстановлена по средневековым образцам.